# Walkerburn
Walkerburn ist eine Ortschaft im Norden der schottischen Council Area Scottish Borders beziehungsweise in der traditionellen Grafschaft Peeblesshire. Sie liegt rund elf Kilometer östlich von Peebles und zwölf Kilometer westlich von Galashiels am linken Ufer des Tweed.

## Geschichte
Walkerburn ist eine verhältnismäßig junge Ortschaft. Der Textilindustrielle Henry Ballantyne betrieb im 19. Jahrhundert in der Umgebung verschiedene Textilmühlen. Er entwickelte die Ortschaft als Wohnstätte seiner Arbeiter. Von dem Leben der Industriellen zeugen heute noch die Villen Stoneyhill House und The Kirna. Im Laufe des 20. Jahrhunderts verlor die Textilindustrie in Walkerburn an Bedeutung. Heute zeigt ein Museum die Textilgeschichte von Walkerburn.
Mit dem industriellen Aufschwung stieg die Einwohnerzahl Walkerburns im Laufe des 19. Jahrhunderts auf über 1000 an. Der Niedergang des Industriezweigs löste Abwanderung aus. Wurden 1961 noch 863 Personen in Walkerburn gezählt, so fiel die Einwohnerzahl bis 2001 stetig auf 647 ab. Ein Anstieg auf 700 wurde jedoch im Rahmen der Zensuserhebung 2011 festgestellt.

## Verkehr
Die zwischen Galashiels und Hamilton verlaufende A72 bildet die Hauptstraße von Walkerburn. 1864 erhielt Walkerburn einen eigenen Bahnhof entlang der Peebles Railway. Mit der Schließung der Strecke wurde der Bahnhof im Februar 1962 aufgelassen.

## Persönlichkeiten
- Robert Thorburn (1836–1906), Geschäftsmann und Politiker